# 大聖寺 (岩倉市)
大聖寺（だいしょうじ／だいせいじ）は、愛知県岩倉市にある曹洞宗の寺院。

## 沿革
当寺は慶長5年（1600年）、養岩清奕首座を開基とすると伝えられる。寺号は『寛文村々覚書』では「大正寺」、『尾張徇行記』では「大正寺」「大昌寺」とそれぞれ記されている。天保8年（1837年）、法地に昇格して、大聖寺と改めた。中巌義空を開基として、開山が無学頓了。義空は岐阜県武儀郡下有知村長昌寺の九世で、頓了は長野県松本市にある全久院に住した宗門の学僧である。本尊の子安観世音菩薩は行基作と伝えられている。また、市指定文化財である円空作の観音菩薩立像を所有している。

## 文化財
- 円空作観音立像（岩倉市指定有形文化財）[2]